# Altes Rathaus (Kiel)
Das Alte Rathaus war das Rathaus der schleswig-holsteinischen Landeshauptstadt Kiel, bis es 1911 vom neuen Kieler Rathaus abgelöst wurde.

## Lage
Das Alte Rathaus befand sich im Kieler Stadtteil Altstadt, südöstlich am Alten Markt.

## Geschichte
Das um 1300 erbaute Rathaus wurde 1596 und 1670 umgebaut, sowie letztmals im Jahre 1845, wo es seine neugotische Fassade bekam. Im Zweiten Weltkrieg wurde es 1943 bis auf einige Kellergewölbe vollständig zerstört.
Im Zuge der deutschen Märzrevolution und der Schleswig-Holsteinischen Erhebung trat am 24. März 1848 die provisorische Regierung der Herzogtümer Schleswig und Holstein im Alten Rathaus zusammen. Dabei erhielt das Land die erste demokratische Verfassung auf dem Boden der heutigen Bundesrepublik Deutschland, die jedoch nur wenige Jahre in Kraft blieb. Eine 25 Jahre später am Rathaus angebrachte Gedenktafel zur Erinnerung an das bedeutsame Ereignis schleswig-holsteinischer und deutscher Geschichte überstand die Bombenangriffe nicht.

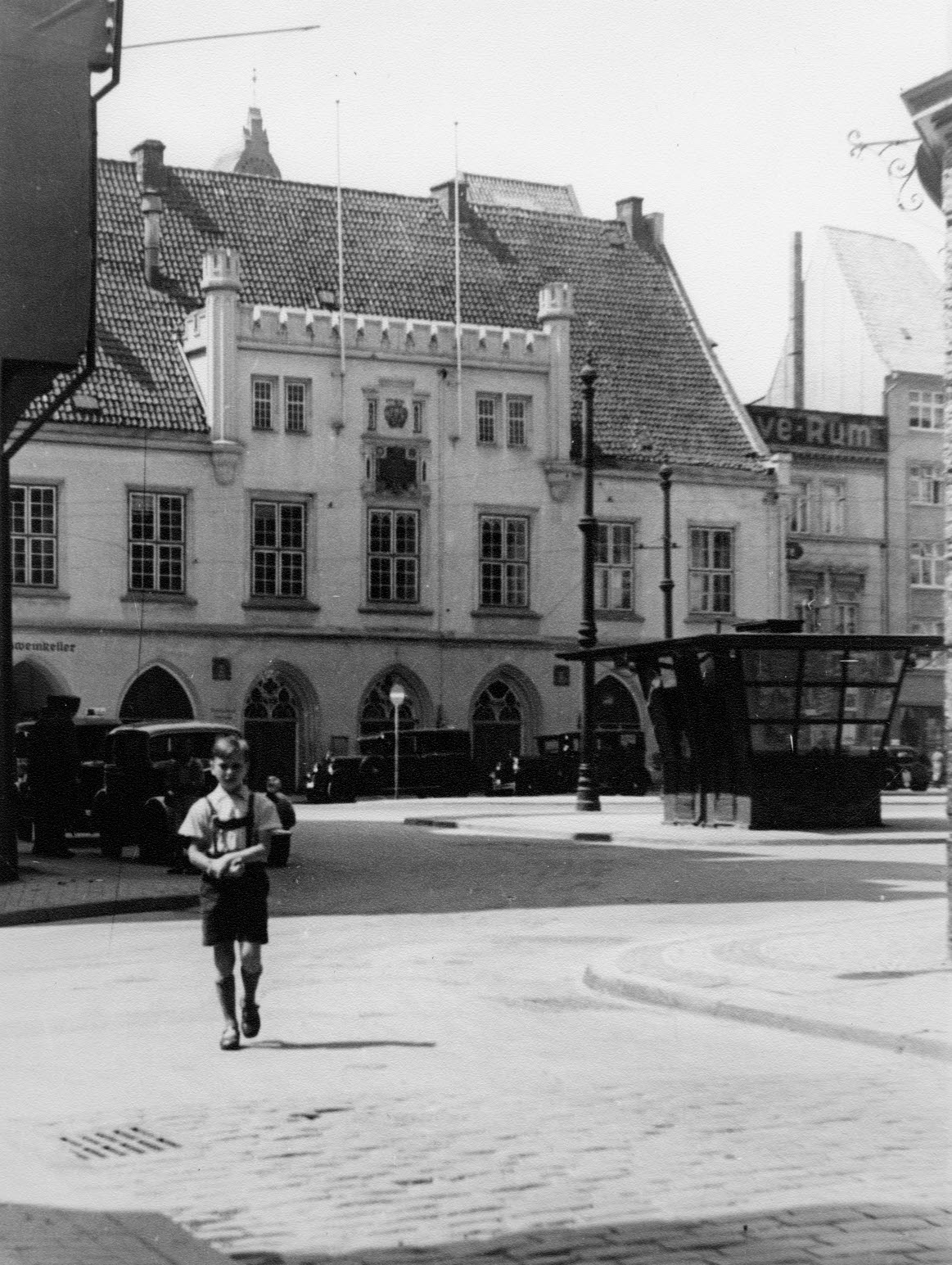
Altes Rathaus am Markt 1938

Das Alte Rathaus wurde im Zweiten Weltkrieg bis auf die Kellergewölbe zerstört. Versuche, das Gebäude zu rekonstruieren, scheiterten bislang.

## Rathäuser der Stadt Kiel
Als das Alte Rathaus am Alten Markt zu klein wurde, errichtete man von 1907 bis 1911 das jetzige Rathaus, mit seinem markanten Turm, in der Vorstadt am heutigen Rathausplatz westlich der Altstadt. Es wurde lange als „Neues Rathaus“ bezeichnet. Im Jahr 2000 bot auch das Haus am Rathausplatz nicht mehr genügend Platz für die städtischen Ämter. Darum wurden spätestens seit 2008 Teile der Stadtverwaltung in das Gebäude der ehemaligen Oberpostdirektion in der Andreas-Gayk-Straße ausgelagert. Dieses Gebäude wird seitdem „Neues Rathaus“ genannt.